# 小行星21014
小行星21014（21014 Daishi）是一颗绕太阳运转的小行星，为主小行星带小行星。该小行星于1988年10月13日发现。
該小行星以日本高知縣高知市的大石小學命名。

## 轨道参数
小行星21014的轨道半长轴为3.1311043 UA，离心率为0.219。